# 방신봉
방신봉(方信奉, 1975년 2월 6일~)은 대한민국의 은퇴한 배구 선수로 포지션은 센터이다. 1997년부터 2017년까지 프로 선수 생활을 했으며 대한민국 국가대표팀 선수로 활동했다.

## 생애
1975년 공주에서 태어났다. 공주봉황국민학교를 다니다가 배구를 하기 위해 대전으로 이주하여 대전목동국민학교로 전학을 갔다. 
홍익대학교 재학 시절부터 황금 방패와 거미손이라는 별명을 얻으며 대한민국의 최고의 센터로 이름을 날렸다. 1997년 현대자동차서비스 배구단에 입단한 방신봉은 10년 동안 강력한 블로킹 실력을 발휘하였다. 
2000년 오스트레일리아 시드니에서 열린 2000년 하계 올림픽에서 국가대표 센터로 활약한 방신봉은 2005년 현금 트레이드로 구미 KB손해보험 스타즈로 이적한 뒤 2006~2007 V리그에서 이선규를 누르고 '블로킹 왕'을 차지했다. 특히 2007년 1월 27일 대전 삼성화재 블루팡스 전에서 기록한 블로킹 11개는 '최다 블로킹 기록'으로 남아 있다. 또한 다른 선수들과 달리 블로킹을 성공시킨 후 다양한 세레모니를 보여주며 많은 팬들에게 사랑을 받았다. 
2008년 구미 박정희체육관에서 은퇴식을 갖고 코트를 잠시 떠났지만 그 후 다시 수원 한국전력 빅스톰을 통해 코트에 복귀하며 녹슬지 않은 기량을 유감없이 보여 주었다. 2017년 4월 19일 2016-2017 시즌이 끝난 후 현역에서 은퇴함으로써 20년 간의 선수 생활을 마감했다.
아들인 방준호도 배구 선수로 활동하고 있다.

## 수상 기록
- 2006~2007 V리그 블로킹상
- 2010~2011 V리그 블로킹상

## 같이 보기
- 2000년 하계 올림픽 대한민국 선수단